# Antonio el Flamenco
Antonio el Flamenco (en francés: Antoine le Flamenc, en italiano: Antonio Fiammengo, en latín: Antonius Flamengo, en griego: Αντώνιος Λε Φλαμά; fl. 1303-1313) fue un caballero franco de principios del siglo XIV y señor de Karditsa (actual Akraifnio) en la región de Beocia, en el Ducado de Atenas.

## Biografía
Antonio era de ascendencia flamenca (como su nombre lo indica), y sus antepasados se habían asentado hace mucho tiempo en Tierra Santa antes de que destacara en la Grecia franca. El eminente académico del siglo XIX sobre el gobierno de los francos en Grecia, Karl Hopf, sugirió que era el esposo y corregente de Isabel Pallavicini, señora del Marquesado de Bodonitsa hasta su muerte en 1286, después de lo cual disputó la sucesión del marquesado con su primo Tomás Pallavicini. Sin embargo, como William Miller señaló, esto fue pura conjetura carente de toda base en fuentes contemporáneas.
Antonio es mencionado por primera vez en 1303, cuando la versión francesa de la Crónica de Morea registra que el duque de Atenas Guido II de la Roche lo designó como su delegado (bailío) en Tesalia, un territorio que había estado bajo la protección de Guido después que su gobernante griego, el tío de Guido, Constantino Ducas, murió y dejó a su hijo menor Juan II Ducas bajo la tutela de Guido. El hijo de Antonio, Juan, también recibió un puesto en Tesalia. Miller comenta que posiblemente fue su experiencia con los valacos de la región que fue escogido para una misión tan importante. Antonio también es conocido por haber tenido territorios cercanos a Coronea y Patricio, posiblemente identificado con el actual pueblo de Ypsilantis, donde se encuentra una torre medieval.
Antonio al parecer estaba en alta estima: la Crónica de Morea lo llama no solo «el más sabio del ducado», sino «uno de los hombres más sabios en Romania [Grecia latina]». De hecho, es el único miembro de la baja nobleza del Ducado de Atenas en ser mencionado en las fuentes.
En 1308, la República de Venecia acusó a Antonio, Guido II, Bernat de Rocafort, y Bonifacio de Verona de conspirar para apoderarse de la colonia veneciana de Negroponte. Antonio era un fiel seguidor de Matilde de Henao, la esposa de Guido II. En 1305 fue uno de los testigos de un hecho relacionado con su propiedad en los Países Bajos (de la que ambos reclamaban) y estuvo presente con su hijo en el segundo compromiso de Matilde con Carlos de Tarento en Tebas el 2 de abril de 1309.
El 15 de marzo de 1311, Antonio combatió en la batalla del río Cefiso contra la Compañía Catalana y fue uno de los pocos sobrevivientes, aunque fue capturado y mantenido para rescate, como implica la presencia de su nombre en una lista de corresponsales de las autoridades venecianas en 1313. Antonio construyó la Iglesia de San Jorge en Karditsa poco después de su regreso del cautiverio, como lo atestigua la inscripción de un donante, probablemente, como sugiere Miller, comisionado por Antonio en cumplimiento de un voto hecho antes de la batalla.